# Catllarí
El Catllarí o les Canals de Catllarí és un territori del terme municipal de Montmajor que forma un enclavament entre els termes municipals de Castellar del Riu, Fígols i Guixers.
Té una extensió 5,45 km², i està situat als vessants occidentals dels rasos de Peguera, a la capçalera de l'Aigua d'Ora. Està regat pel Torrent de les Canals de Catllarí. Al sud s'hi pot trobar el Cap de la Serra. Conté l'església de Sant Martí de les Canals de Catllarí, que fou sufragània de la parròquia de Sant Iscle de Llinars de l'Aiguadora.
Catllarí va ser una antiga quadra ja esmentada al segle xiii. Al segle xix formà part de l'antic municipi d'Aguilar, l'Hospital i Catllarí. L'enclavament de Valielles depenia del terme del Catllarí.